# Ла-Веспьер
Ла-Веспье́р (фр. La Vespière) — коммуна во Франции, находится в регионе Нижняя Нормандия. Департамент коммуны — Кальвадос. Входит в состав кантона Орбек. Округ коммуны — Лизьё.
Код INSEE коммуны — 14740.

## Население
Население коммуны на 2010 год составляло 973 человека.
| 1962 | 1968 | 1975 | 1982 | 1990 | 1999 | 2010 |
| ---- | ---- | ---- | ---- | ---- | ---- | ---- |
| 386  | 402  | 415  | 731  | 883  | 972  | 973  |

## Экономика
В 2010 году среди 607 человек трудоспособного возраста (15—64 лет) 417 были экономически активными, 190 — неактивными (показатель активности — 68,7 %, в 1999 году было 69,9 %). Из 417 активных жителей работали 360 человек (197 мужчин и 163 женщины), безработных было 57 (27 мужчин и 30 женщин). Среди 190 неактивных 48 человек были учениками или студентами, 75 — пенсионерами, 67 были неактивными по другим причинам.